# Trieminentia corderoi
Trieminentia corderoi är en ringmaskart. Trieminentia corderoi ingår i släktet Trieminentia och familjen Opistocystidae. Inga underarter finns listade i Catalogue of Life.